# سبيكة الفاناديوم والغاليوم
سبيكة الفاناديوم والغاليوم هي سبيكة ذات موصلية فائقة تتألف من عنصري الفاناديوم والغاليوم، وتستخدم في تركيب المغانط فائقة الموصلية. تتبع هذه السبيكة V3Ga التركيب البلوري لمواد أطوار A15، وذلك بشكل مشابه لسبيكة النيوبيوم والقصدير Nb3Sn وسبيكة النيوبيوم والتيتانيوم Nb3Ti.
يمكن أن تبلغ شدة الحقل المغناطيسي في المغانط المزودة بهذه السبيكة حوالي 18 تسلا، في حين أن تلك المزودة بسبيكة Nb3Sn تصل إلى 15 تسلا فقط. يمكن أن يزداد مقدار الانزاحة نحو الحقول المرتفعة عند الإشابة بعناصر مثل القصدير أو الرصاص أو البلاتين.